# 중국붉은우는토끼
중국붉은우는토끼 또는 중국붉은피카(Ochotona erythrotis)는 우는토끼과에 속하는 포유류의 일종이다. 중국 간쑤, 칭하이, 쓰촨, 신장 위구르, 윈난성 지역의 토착종이다. 대체적으로 해발 고도 600-1,200m의 울퉁불퉁한 바위 지역에서 서식한다. 5월과 8월 사이에 번식을 하며, 보통 한 번에 3-7마리를 낳는다. 중국붉은우는토끼는 다 자라면 약 20 cm 정도이다.